# Frenkendorf
Frenkendorf é uma comuna da Suíça, situada no distrito de Liestal, no cantão de Basileia-Campo. Tem 4,58 km² de área e sua população em 2018 foi estimada em 6.435 habitantes.